# Література урду
Література урду (урду اردو ادب) — література, яка отримала розвиток на території Індії і Пакистану мовою урду.

## Встановлення літератури урду. Деканський період
Відомості про перші пам'ятки літератури урду, що розвивалася під впливом перської класики, відносяться до 11-12 століть. Основоположник поетичної традиції — Амір Хосров Дехлеві (1253—1325). У 15-17 століттях література розвивалася в основному в мусульманських князівствах Декану (Біджапур, Голконда, Віджаянагарідр) мовою дакхні (південний хіндустані) як релігійно-містична (суфійська і бхакті) і світська поезія. Віротерпимість правителів князівств сприяла широкому використанню у літературі урду мусульманської й індуської тематики. У Деканський період у літературі урду були представлені всі основні поетичні форми, запозичені з перської поезії — месневі, газель, рубай, марсіє, касида.

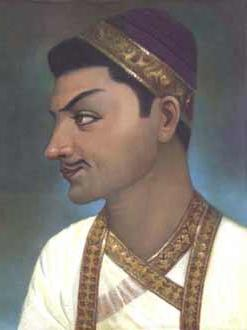
Мухаммад Кулі Кутб-шах

Мухаммад Кулі Кутб-шах (1568? -1611) — автор першого дивана (збірки віршів, які розташовані в алфавітному порядку рим) на урду та творів, що відображають реальне життя Декану. Ібрагім Аділь-шах (1580—1627) створив музично-поетичну збірку «Дев'ять мелодій». Месневі писали Нусрат (помер 1674; «Квітник любові»), Гаввасі («Сейф-вул-Мулук і Баді-вул-Джамал»), Ібн-е Нішат (кінець 17 — початок 18 ст .; «Квітник»), Ваджахі (1625 — не пізніше 1672; «Кутб і Муштарі»), що створив також один з перших у літературі урду прозових творів (алегорична повість «Все почуття»). Найвище досягнення деканської поезії — творчість Валі Аурангабадша (близько 1668—1744). З втратою деканськими князівствами незалежності центр літератури урду перемістився на північ (Делі, Лакхнау, Рампур тощо). Видатні поети 18 століття — Фаїз Делійський (початок 18 ст.), Мазмун (помер 1747), Шах Мубарак Абру (помер 1750), Арзу (1689—1756), Хатім (1699—1791) тощо.

## Кінець 18 століття

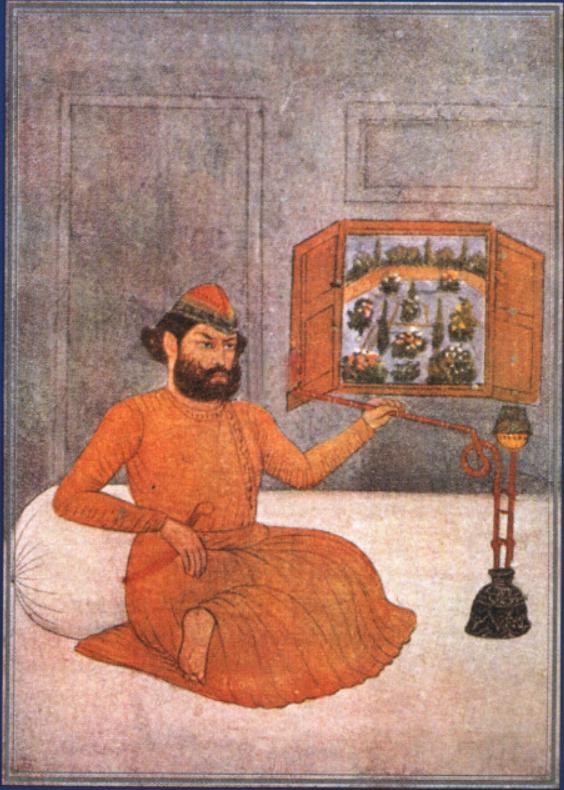
Мір Такі Мір

Наприкінці 18 століття утвердилася прозаїчна традиція. З'явилися народні книги — дастани — казково-фантастичного характеру, в основному переробки санскритських і перських творів. З утворенням коледжів Форт-Вільям (Калькутта, 1800) і Делійського (1827) переклади-переробки з східних і західних мов стають регулярними. У 40-ві роки зародилася просвітницька публіцистика (Рам Чандар тощо). Гуманістичний зміст характерний для поезії Мір Такі Міра (1724—1810), Назіра Акбарабаді (1740—1830), Мірзи Асадулли Галіба (1797—1869); вірші Галіба повні очікування соціальних змін. Багато поетів слідом за Мір Дардом (1721-85) писали в руслі містичної суфійської поезії, в якій позначився занепад традиційного мусульманського суспільства. У Лакхнау склалася школа вишукано-формальної еротичної поезії (Рангін, 1755—1834; Джан Сахіб та ін.). Удосконалюється віршована техніка, вводяться нові розміри (мухаммас). Досяг розквіту жанр марсії: Мір Аніс (1802—1874), Мірза Дабір (1803-75); у релігійно-історичних сюжетах їхніх творів відбилася індійська дійсність.

## 19 століття
Остання третина 19 століття в історії літератури урду є етапом розвиненого просвітництва. На перший план висунувся роман — морально-дидактичний (Назір Ахмад, 1836—1912), авантюрно-пригодницький (Р. Саршар, 1846 або 1847—1903), історичний (Абдул Халім Шарар, 1860—1926) і соціальний (Мірза Русва, 1858—1931). Просвітницькими ідеями пронизана патріотична поезія Мухаммада Хусейна Азада (1829—1910), Халі (1837—1914) і Мухаммада Шіблі Нуманія (1857—1914), а також їхні літературно-критичні роботи.

## 20 століття

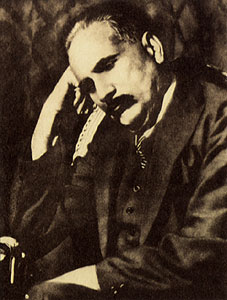
Мухаммад Ікбал — поет 20 століття

Найбільший поет початку 20 ст. — Мухаммад Ікбал (1877—1938). У його віршах філософськи осмислюється основні проблеми буття. У літературі урду 20-30-х років посилилося соціальне звучання; в романах і розповідях Премчанда (1880—1936) утвердився метод реалізму. У 1936 була створена Асоціація прогресивних письменників Індії, до якої увійшли активні учасники антиколоніальної боротьби. Серед них — революційний романтик Джош Маліхабаді (р. 1898), письменники Саджаді Захір (1905-73), Кришан Чандар (р. 1913), Ходжа Ахмад Аббас (р. 1914), Раджиндер Сінх Беді (р. 1915). Поети Фаїз Ахмад Фаїз (р. 1911), Махдум Мохіуддін (1908-69), Алі Сардар Джафр (р. 1913), Ахмад Надім Касмі (р. 1916) реформують традиційний вірш, наповнюють його новим соціальним змістом. Формується політична критика: Ехтішам Хусейн (1912-72), Саджаді Захір, Мумтаз Хусейн (р. 1919) тощо. У 30-ті роки зародився і формалістичний напрямок в поезії — Мірадж (1910-49), Нур Мухаммад Рашид (р. 1910) тощо.
Після досягнення Індією незалежності і її розділу (1947) література урду розвивається в Індії і Пакистані на основі загальних традицій. У той же час формуються і специфічні риси, викликані особливостями історичного розвитку цих країн.
У числі сучасних індійських прозаїків, що пишуть на урду, — Кришан Чандар, Веди, І. Чугтай, Аббас, Р. С. Захір, Куррат уль-Айн Хайдар, Джілані Бано; серед поетів — Каїф Азмі, Джафа, майстри газелі Фірак Горакхпура, Маджрух Султанпур. У Пакистані найбільшими прозаїками-реалістами є Саадат Манто (1912-55), Касмі, Гулам Аббас, Мірза Лдіб, Шаукат Сіддікі, Хаджрі Масрур, Хадіджа Мастур, Джаміла Хашмі. Крім поетів старшого покоління — Фаїза, Джоша Маліхабаді, Касмі, Фаріг Бухарі, Котив Шифа, значних успіхів досягли поети, які вступили в літературу в 50-60-ті роки — Ахмад Фараз, Фахміда Ріяз, Зухра Нігах, Сехар Ансарі.
Відсутність професійного театру стримує розвиток драматургії. Однак п'єси Імтіяза Алі Таджа, Мірзи Адіба, Ішрат Рахмані, Мухаммада Хасана ставляться на аматорських сценах. Популярні одноактні драми і радіоп'єси.
Активно розвивається літературна критика на урду, що досліджує питання теорії й історії літератури урду. Сучасний літературний процес висвітлюється в журналі «Кітаб» (Лакхнау), «Шаїр» (Мумбаї), «Асрі адаб» (Делі), «Афкар» і «Пакистані адаб» (Карачі), «Санг-о-крейда» (Пешавар), «Фунун» і «Нукум» (Лахор) тощо.